# 莉露露
《莉露露》是香港遊戲開發商Simplist製作的一款以捉迷藏為基礎的解謎遊戲。遊戲於2021年5月22日在iOS和Android平台發佈，未來預計登陸Steam。

## 遊戲系統
玩家在《莉露露》中扮演少女莉露露追逐一個小女孩，過程中穿越一個又一個迷宮。遊戲中有各種物品可以進行交互，並且有各類型的機關。在遊戲前期，玩家透過解開謎題和機關打通追捕小女孩的道路，後期小女孩會在迷宮中不斷遊走以避開莉露露的追捕，這時需要使用機關和物品封鎖小女孩的行動範圍以捉住她。遊戲共有十一個關卡，有數種不同風格的迷宮，每個關卡都代表著莉露露不同的記憶。遊戲中角色沒有任何對白，僅在每個關卡開始之前給與一句主角的獨白，後期關卡有部分動物角色可以進行互動，可以獲得一些能力，角色的服飾也會隨著能力而改變，或者改變地形，如彈鋼琴的黑貓，玩家在給與樂譜後能改變遊戲的地形。

## 開發及發行
《莉露露》是Simplist第二部作品，在《魔石傳說》的開發後期，Simplist就開始《莉露露》的開發計劃。《莉露露》最初打算設計成密室逃脫類型遊戲，這個版本的故事中莉露露困在房間中，玩家透過解開謎題幫其逃離房間。最後遊戲成品類型變成了以捉迷藏為基礎的解謎遊戲。遊戲的音樂由參與過《異度神劍系列》和《鎖鏈戰記》音樂製作的日本清田愛未負責，遊戲角色莉露露的服飾設計由香港時裝設計師簡幗儀負責，簡幗儀設計了四款連衣裙，每款對應主角的一種能力。
遊戲製作人Joepher原預計在2019年推出遊戲，遊戲前面章節免費遊玩，後半章節付費解鎖。遊戲比計劃延期一年，2020年12月28日在蘋果App Store上架。2021年Simplist憑《莉露露》參加了「香港遊戲優化和推廣計劃」，獲得資金和發行方面的幫助，計劃原定帶領Simplist等團隊參加日本東京遊戲展，受2019冠狀病毒病疫情影響改為台北國際電玩展的線上展覽會。2021年4月《莉露露》在Steam開設頁面，並沒有公佈確切發佈日期。2021年5月22日遊戲正式版在蘋果App Store發佈，遊戲改為一次性買斷。

## 評價
KINGO的編輯認為遊戲的美術風格和《紀念碑谷》相似，遊戲的謎題難度適中，一些謎題的設計類似倉庫番和華容道。遊戲在操作指引上十分不足，玩家需要自行探索遊戲方式和目標。4Gamers的編輯海德格對作品美術風格持好評，稱其為「細緻唯美的極簡畫面設計」。此外遊戲的音樂會隨著謎題解開越來越豐富，獨特的交互式音樂彷彿讓人身臨其境。

## 外部連結
- 官方网站